# Reductoonops hato
Espèce
Reductoonops hato est une espèce d'araignées aranéomorphes de la famille des Oonopidae.

## Distribution
Cette espèce est endémique de Curaçao.

## Description
La femelle holotype mesure 0,99 mm.

## Étymologie
Son nom d'espèce lui a été donné en référence au lieu de sa découverte, la plaine Hato.

## Publication originale
- Platnick & Berniker, 2014 : The Neotropical goblin spiders of the new genus Reductoonops (Araneae, Oonopidae). American Museum Novitates, no 3811, p. 1-75 (texte intégral).